# کلارکستون هایتس-واینلند، واشینگتن
کلارکستون هایتس-واینلند (به انگلیسی: Clarkston Heights-Vineland) یک منطقهٔ مسکونی در ایالات متحده آمریکا است که در شهرستان اسوتین، واشینگتن واقع شده‌است. کلارکستون هایتس-واینلند ۱۵٫۴ کیلومتر مربع مساحت و ۶٬۳۲۳ نفر جمعیت دارد.